# Asparagus (film)
Asparagus è un cortometraggio d'animazione sperimentale del 1979 diretto da Suzan Pitt.
A Los Angeles e New York il film è stato distribuito in sala insieme al lungometraggio Eraserhead di David Lynch per quasi due anni, durante lo spettacolo di mezzanotte.
Considerato un esempio di cinema surrealista, Asparagus affronta tematiche identitarie e di genere attraverso un punto di vista femminista.

## Riconoscimenti
- 1979 - Festival internazionale del cortometraggio di Oberhausen
  - Primo premio
  - Premio della critica internazionale